# Tour del Mar Negre
El Tour del Mar Negre és una competició ciclista per etapes que es disputa a Turquia. La cursa forma part de l'UCI Europa Tour, amb una categoria 2.2.

## Palmarès
| Any                    | Vencedor             | Segon            | Tercer          |
| ---------------------- | -------------------- | ---------------- | --------------- |
| 2015                   | Tomasz Marczyński    | Onur Balkan      | Muhammet Atalay |
| 2016-2017 No disputada |                      |                  |                 |
| 2018                   | Ramūnas Navardauskas | Mauro Schmid     | Mustafa Sayar   |
| 2019                   | Onur Balkan          | Samir Jabrayilov | Vitali Buts     |